# Paul Hipp
Paul Hipp (Filadelfia, 16 luglio 1963) è un attore statunitense.

## Biografia
È nato e cresciuto a Filadelfia e all'età di 17 anni si spostò a New York per studiare recitazione.

## Filmografia parziale

### Cinema
- Arma letale 3 (Lethal Weapon 3), regia di Richard Donner (1992)
- Radio Alien (Bad Channels), regia di Ted Nicolaou (1992)
- Fratelli (The Funeral), regia di Abel Ferrara (1996)
- Face/Off - Due facce di un assassino (Face/Off), regia di John Woo (1997)
- Mezzanotte nel giardino del bene e del male (Midnight in the Garden of Good and Evil), regia di Clint Eastwood (1997)
- Cleopatra's Second Husband (1998)
- Waking the Dead, regia di Keith Gordon (2000)
- Una valigia a 4 zampe (2000)
- Death of a Dog (2001)
- Sunset Tuxedo (2004) - Cortometraggio
- Bye Bye Benjamin (2006) - Cortometraggio
- Two Tickets to Paradise (2006)
- Hide & Seek (2006) - Cortometraggio
- South of Pico (2007)
- The Last Godfather
- 4:44 - Ultimo giorno sulla terra (4:44 Last Day on Earth), regia di Abel Ferrara (2011)
- Jay and Silent Bob's Super Groovy Cartoon Movie (2013)
- No somos animales (2013)
- Welcome to New York, regia di Abel Ferrara (2014)

### Televisione
- Fantasy Island - serie TV, 1 episodio (1998)
- The Chippendales Murder - serie TV, 1 episodio (2000)
- Cover Me: Based on the True Life of an FBI Family - serie TV, 1 episodio (2001)
- Three Sisters - serie TV, 13 episodi (2001-2002)
- Teenage Caveman - serie TV, (2002)
- E.R. - Medici in prima linea - serie TV, 2 episodi (2002)
- CSI: Miami - serie TV, 1 episodio (2005)
- Carnivàle - serie TV, 3 episodi (2005)
- Scrubs - serie TV, 1 episodio (2006)
- CSI: NY - serie TV, 1 episodio (2006)
- The Closer - serie TV, 1 episodio (2006)
- Senza traccia - serie TV, 1 episodio (2006)
- Manchild - serie TV, (2006)
- Women's Murder Club - serie TV, 1 episodio (2007)
- Girlfriends - serie TV, 1 episodio (2007)
- Ugly Betty - serie TV, 1 episodio (2008)
- Numb3rs - serie TV, 1 episodio (2009)
- Terriers - Cani sciolti - serie TV, 2 episodi, (2010)
- The Middle - serie TV, 7 episodi (2010-2014)
- Burn Notice - Duro a morire - serie TV, 1 episodio (2013)
- See Dad Run - serie TV, 1 episodio (2014)

## Doppiatori italiani
Nelle versioni in italiano delle opere in chi ha recitato, Paul Hipp è stato doppiato da:
- Mauro Gravina in Arma letale 3, Scrubs - Medici ai primi ferri
- Nino Prester in Fratelli, Una valigia a 4 zampe
- Franco Mannella in Carnivàle, Burn Notice - Duro a morire
- Nino D'Agata in Face/Off - Due facce di un assassino
- Antonio Sanna in Mezzanotte nel giardino del bene e del male
- Sandro Acerbo in Three Sisters
- Saverio Indrio in CSI: Miami
- Davide Lepore in CSI: NY
- Oreste Baldini in The Closer
- Roberto Gammino in The Middle
- Danilo Di Martino in 4:44 - Ultimo giorno sulla terra
- Vittorio Guerrieri in Welcome to New York